# Jean-Marie Chauvet

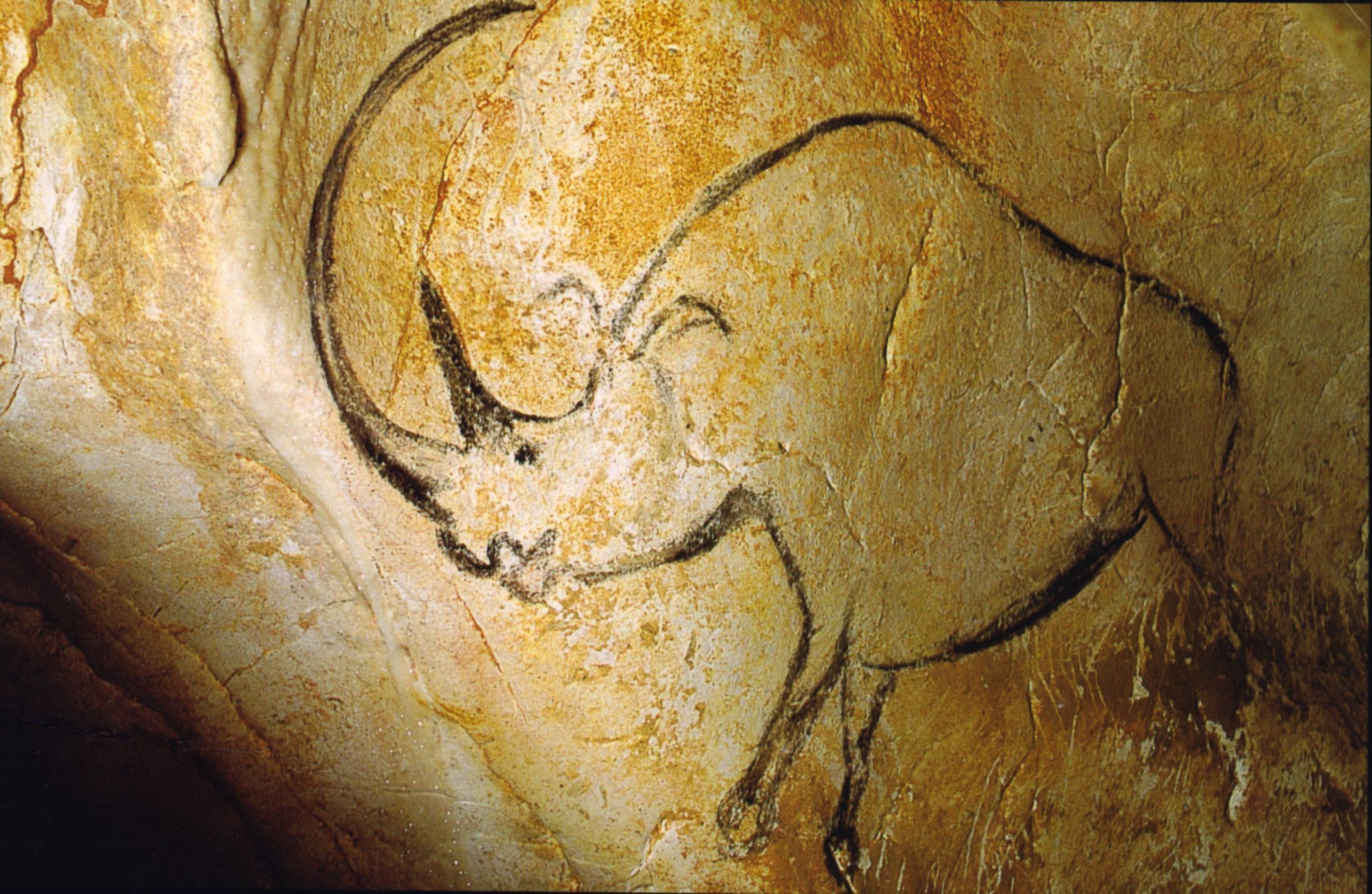
Pittura rupestre nella Grotta Chauvet

Jean-Marie Chauvet (2 novembre 1952) è uno speleologo francese, noto per aver scoperto nel 1994, nel corso di un'esplorazione condotta insieme ai suoi collaboratori Éliette Brunel e Christian Hillaire nel dipartimento francese dell'Ardèche, il sito preistorico che oggi porta il suo nome (Grotta Chauvet).
| Controllo di autorità | VIAF (EN) 92622323 · ISNI (EN) 0000 0000 6650 3314 · LCCN (EN) n95108164 · BNF (FR) cb12490699j (data) · J9U (EN, HE) 987007432482405171 |